# Italský občanský průkaz

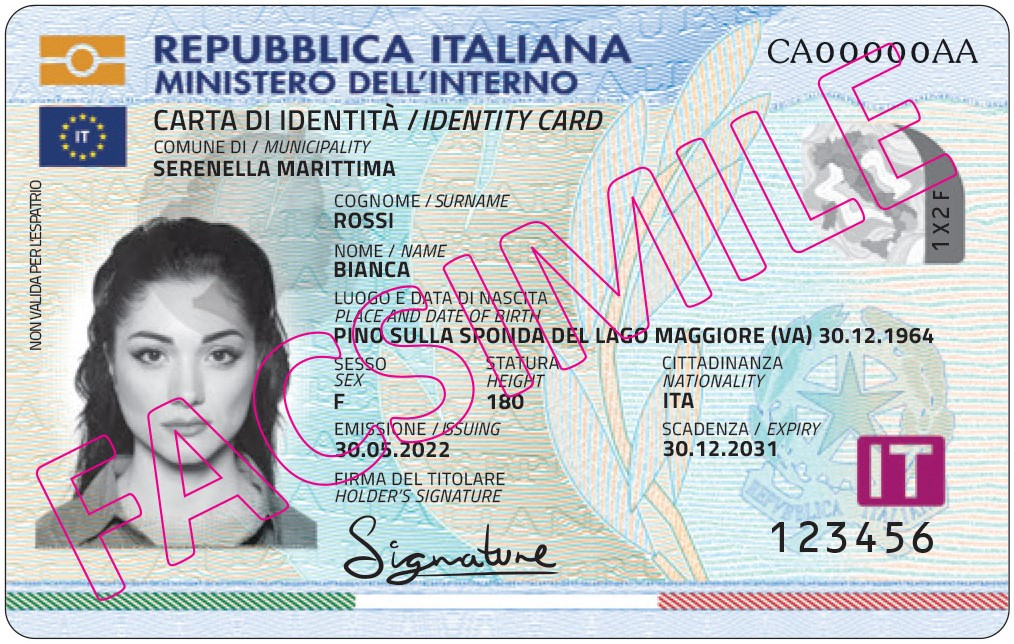
Italský občanský průkaz

Italský elektronický průkaz totožnosti nebo jednoduše carta d'identità je identifikační doklad vydávaný všem italským občanům a cizincům, kteří jsou na území Itálie a které od 4. července 2016 postupně nahrazují předešlé průkazy totožnosti bez digitální identifikace. Nový doklad je určen pro digitální i fyzickou identifikaci. Biometrické informace jsou vytištěny na kartě ID-1 a uloženy v bezkontaktním čipu.

## Galerie historických italských průkazů

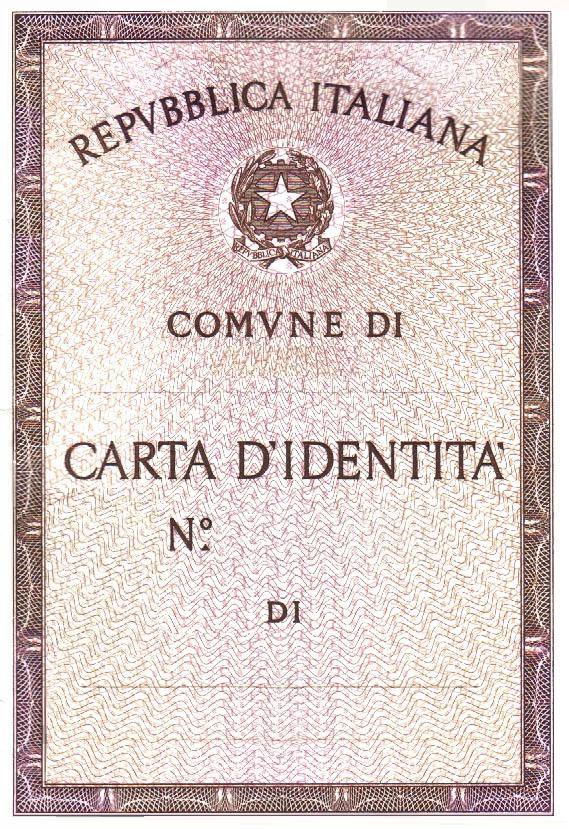
Last classic ID card (1994)
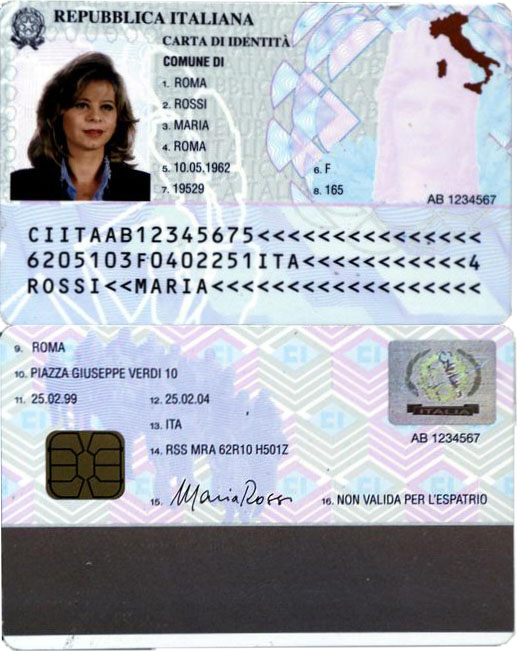
CIE (2001)
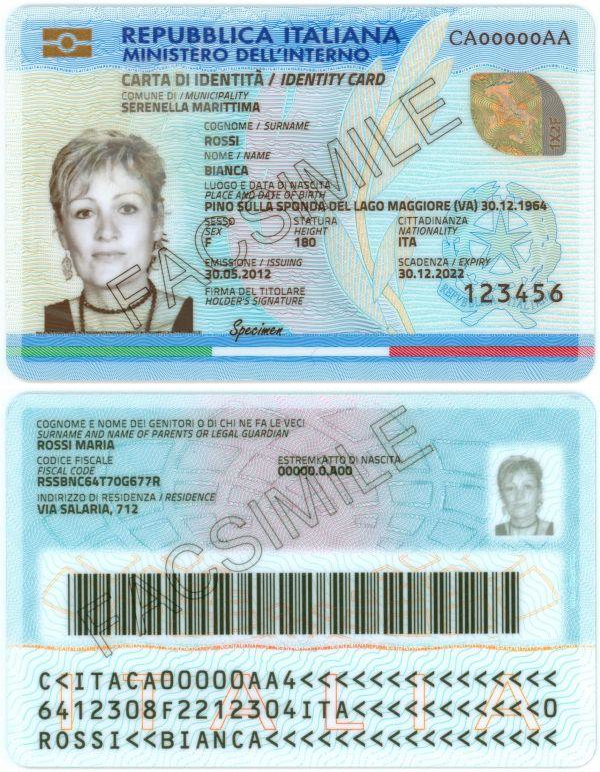
CIE 3.0 (2016)
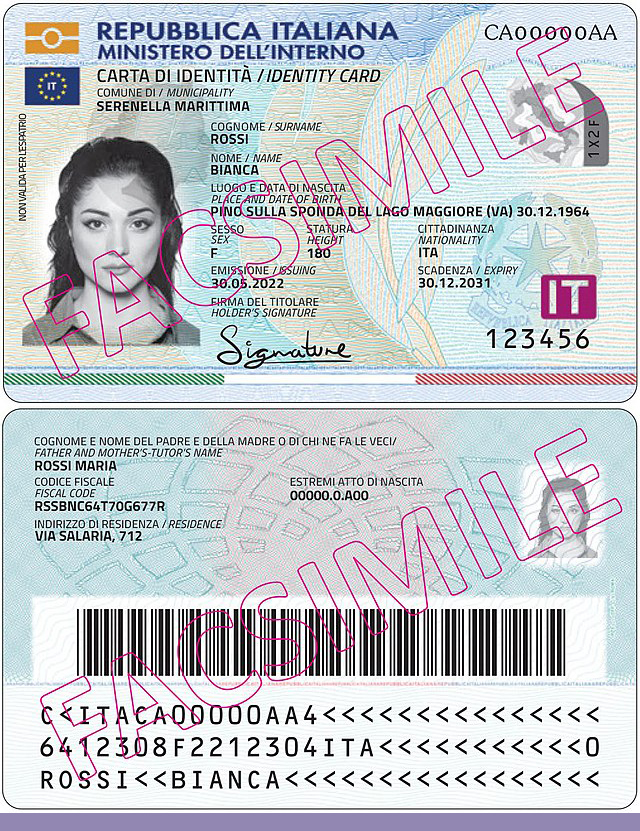
CIE 3.0 (2022)